# Blahoviščens'ke
Blahoviščens'ke (in ucraino Благовіщенське?), fino al 19 maggio 2016 nota come Ul'janovka (in ucraino Ульяновка?), è una città  dell'Ucraina (5 825 abitanti) situata nel distretto di Holovanivs'k, nell'oblast' di Kirovohrad. Ospita l'amministrazione della comunità territoriale di Blahoviščens'ke, una delle comunità territoriali dell'Ucraina.
Fino al 18 luglio 2020 Blahoviščens'ke è stata il centro amministrativo del distretto di Blahoviščens'ke, abolito come parte della riforma amministrativa dell'Ucraina, che ha ridotto a quattro il numero dei distretti dell'oblast' di Kirovohrad. L'area del distretto di Blahoviščens'ke è stata fusa nel distretto di Holovanivs'k.